# تپه داش باشی (ارمنی گوللرخ)
تپه داش باشی (ارمنی گوللرخ) مربوط به اورارتور - هزاره دوم و اول قبل از میلاد است و در شهرستان ورزقان، بخش مرکزی، دهستان ازومدل جنوبی، چسبیده به ضلع شمالی روستای امیرآباد واقع شده و این اثر در تاریخ ۲۷ بهمن ۱۳۸۷ با شمارهٔ ثبت ۲۴۶۸۹ به‌عنوان یکی از آثار ملی ایران به ثبت رسیده است.